# Aliance pro rodinu
Aliance pro rodinu (původně Výbor na obranu rodičovských práv, zkráceně VORP) je český zájmový spolek, jehož agendou je aktivita ve veřejném prostoru a vedení státu ve prospěch podpory rodiny dle definice založené na manželství muže a ženy, včetně dlouhodobé snahy o zakotvení této definice manželství v Ústavě. Byl založen v roce 1996, v roce 2016 se přejmenoval na současný název. Spolek sídlí v Praze, předsedkyní je Jana Jochová, místopředsedou Jan Gregor.

## Aktivity
Organizace obecně prosazuje konzervativní pojetí manželství a rodičovství a staví se proti narovnání práv LGBT+ lidí a rodičovství stejnopohlavních párů. V této souvislosti se opakovaně stala předmětem kritiky. K mediálně známým aktivitám spolku (či kontroverzím s ním spojeným) patří například:
- odmítání povinné sexuální výchovy ve školách: V roce 2010 vydalo ministerstvo školství příručku pro učitele základních škol s názvem Sexuální výchova – vybraná témata (po protestech části rodičů byla příručka stažena). Výbor na obranu rodičovských práv, zastupující jistý počet konzervativně laděných rodičů, se postavil do opozice proti odborníkům podporujícím otevřenou sexuální výchovu dětí ve školách. Podle spolku by sexuální výchova měla být nepovinná, dítě by o sexualitě a rizicích s ní spojenými (včetně sexuálního zneužívání či pohlavních nemocí) nemělo být informováno ve škole, ale v rodinném kruhu.[2][3]
- organizování Pochodů pro rodinu: Spolek každoročně organizuje Pochod pro rodinu, zamýšlený jako protipól LGBT festivalu Prague Pride.[4]
- stížnost na mazání příspěvků ze strany Facebooku: V červnu 2021 spolek oznámil, že sociální síť Facebook se měla opakovaně dopustit neoprávněného mazání jeho příspěvků jenom kvůli jejich (konzervativnímu) ideologickému zaměření.[5]
- vliv na rozhodování vlády Petra Fialy: V dubnu 2022 upozornil Deník N na skutečnost, že je dle vyjádření Ministerstva práce a sociálních věcí České republiky Aliance pro rodinu zastoupena v pracovní skupině ke Koncepci rodinné politiky;[6] s ministerstvem spolupracuje od nástupu Mariana Jurečky (KDU-ČSL) do role ministra.[7] V květnu 2022 pak deník zveřejnil informaci, že místopředseda spolku Jan Gregor je poradcem Antonína Stanislava (ODS), náměstka ministra spravedlnosti Pavla Blažka.[8]
- žádost o omluvu ministryně Langšádlové a poslankyně Richterové: V roce 2022 zaslal spolek předžalobní výzvu ministryni pro vědu, výzkum a inovace Heleně Langšádlové (TOP 09), v níž požaduje omluvu za její tvrzení na Twitteru, že je spolek „napojen na Putinův režim“.[9][10] Podobnou výzvu obdržela za svůj televizní výrok také poslankyně Olga Richterová (Piráti).[11]
- stížnost na pořad 168 hodin: V únoru 2023 Rada České televize vyhověla podnětu Aliance pro rodinu na pořad ČT 168 hodin, v němž se moderátorka Nora Fridrichová měla dopustit nevyváženého informování o tzv. manželství pro všechny. Podle spolku byla předmětná reportáž zpracována jednostranně ve prospěch uzákonění stejnopohlavních manželství, Fridrichová si naopak za podobou reportáže stála. Rada se nakonec přiklonila ve prospěch argumentace uvedené ve stížnosti.[12]
- kritika nové podoby rodných listů: V březnu 2023 zorganizovala Aliance pro rodinu happening, kde kritizovala navrhovanou vyhlášku ministerstva vnitra pod vedením Víta Rakušana (STAN) o rodných listech, podle které by se v případě stejnopohlavních párů místo kolonek „Otec“ a „Matka“ vyplňovaly kolonky „Rodič“. Vůči kritice spolku se Rakušan ohradil otevřeným dopisem.[13][14][15][16][17]

## Kritika
Některá média spolek považují za pobočnou organizaci Hnutí pro život či podobný jako Akce D.O.S.T., které oba rámcově zapadají do aktivit mezinárodního ultrakonzervativního protiliberálního hnutí Opus Dei. Rovněž skloňují zapojení celého mezinárodního hnutí do tendenční politické destabilizační sítě, která se zapojuje zejména do deliberalizačních nábožensko-politických otázek jako feminismus, hlas pro volbu × hlas pro život, sekularizace apod.
Dne 27. června 2023 někteří členové a členky českých církví a náboženských společností vyzvali vládu, resp. jmenovitě premiéra Petra Fialu (ODS), ministra práce Mariana Jurečku (KDU-ČSL), ministra spravedlnosti Pavla Blažka (ODS) a poslance Václava Krále (ODS), k odvolání Aliance pro rodinu z poradních orgánů ministerstev a dalších struktur státu. Signatáři jako důvod uváděli, že spolku chybí hodnoty důležité pro víru i pro stát, jako je porozumění, empatie a sounáležitost mezi lidmi. Výzvu zveřejnila dvojice farářů známá jako Pastoral Brothers.